# Гонон, Франсуа
Франсуа Гонон (фр. François Gonon; 23 апреля 1979) — французский ориентировщик, призёр чемпионатов мира и Европы по спортивному ориентированию.
На чемпионате мира в 2008 году в Чехии завоевал бронзовую медаль на длинной дистанции.
В составе сборной Франции выигрывал серебряные медали в эстафете на чемпионате мира в Японии в 2005 году,
а также на чемпионате Европы в Эстонии в 2006 году.
В юниорском возрасте дважды становился призёром молодёжных чемпионатов мира в эстафете.